# Kudumatse
Kudumatse is een dorp in het district Central in Botswana. De plaats telt 2030 inwoners (2011).